# Maria-antifoner

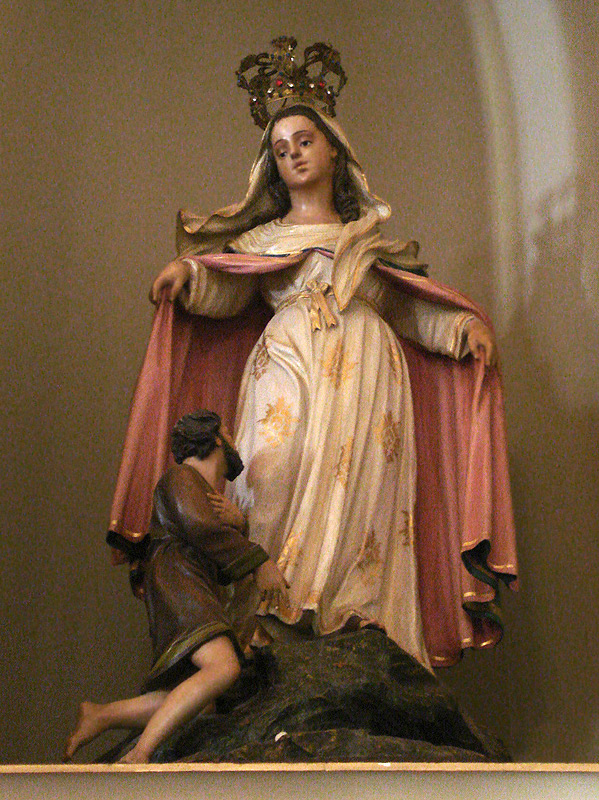
Jungfru Maria

Maria-antifonerna är en grupp sånger tillägnade Jungfru Maria.
- Alma Redemptoris Mater
- Ave Regina Caelorum
- Regina Caeli
- Salve Regina

## Latinsk text
Alma Redemptoris Mater
Alma Redemptóris Mater, quae pérvia caeli
porta manes, et stella maris, succúrre cadénti,
súrgere qui curat, pópulo; tu quae genuísti,
natúra miránte, tuum sanctum Genitórem,
Virgo prius ac postérius, Gabriélis ab ore
sumens illud Ave, peccatórum miserére.
Ave Regina Cælorum
Ave, Regína caelórum,
ave Domina angelórum,
salve, radix, salve, porta,
ex qua mundo lux est orta.
Gaude, Virgo gloriósa,
super omnes speciósa;
vale, o valde decóra,
et pro nobis Christum exóra.
Regina Caeli
Regina caeli, lætare, alleluia:
Quia quem meruisti portare, alleluia.
Resurrexit, sicut dixit, alleluia.
Ora pro nobis Deum, alleluia.
Salve Regina
Salve, Regína, mater misericórdiae;
vita dulcédo et spes nostra, salve.
Ad te clamámus, éxsules fílii Hevae.
Ad te suspirámus, geméntes et flentes, in hac lacrimárum valle.
Eja ergo, advocáta nostra,
illos tuos misericórdes óculos ad nos convérte.
Et Jesum, benedíctum fructum ventris tui,
nobis post hoc exsílium osténde.
O clemens, o pia, o dulcis Virgo María.